# Thierry Dejean
Pour les articles homonymes, voir Dejean.
Thierry Dejean est un réalisateur et auteur français né le 24 mars 1967 à Limoux (Aude) où il est mort le 25 janvier 2022,.

## Filmographie
- 2018: Les Shadoks droit dans le mur, à toutes pompes, web série documentaire 10 épisodes de 5 min pour arte, Aaa Production
- 2016: Les Shadoks et la maladie mystérieuse, pour la collection "Dessine Toujours" de Canal+ avec le commentaire de Benoît Poelvoorde, Aaa Production
- 2006 : Sur les traces de l'aéropostale, documentaire de 52 min, Aaa Production
- 2005 : L'homme est il bon ?, court métrage avec Franck Frappa, Aaa Production, d'après la bande dessinée de Moebius
- 2003 : Les Rats, court métrage, avec Lou Castel, Franck Frappa, Aaa Production
- 1997 : La Pisseuse, de Frédéric Benzaquen et Suzanne Legrand—directeur de la photographie
- 2021 : L'Animographe, ou je suis né dans une boîte à chaussures , documentaire de 55 minutes

## Publication
- 2015 Les Shadoks, livre pop-up, texte de Thierry Dejean, illustrations et mise en volume de Philippe Ug, d'après Jacques Rouxel, Editions des Grandes Personnes
- 2013: Les Shadoks comics éditions Le Chêne
- 2012 : Jacques Rouxel les Shadoks une vie de création éditions Le Chêne

## Expositions
- 2018 : Shadokorama, Musée Chateau d’Annecy, commissaire associé
- 2018 : Les shadoks ont 50 ans, une révolution animée, Musée de l'illustration Tomi Ungerer à Strasbourg, conseiller scientifique